# Seznam premiérů Kosova
Toto je seznam předsedů vlád Kosova od vyhlášení (první) Kosovské republiky v roce 1990.
| Pořadí                   | Portrét                  | Jméno (Narození–Úmrtí)     | Nástup do úřadu          | Odchod z úřadu           | Doba v úřadu             | Politická strana         | Volby                    |
| První kosovská republika | První kosovská republika | První kosovská republika   | První kosovská republika | První kosovská republika | První kosovská republika | První kosovská republika | První kosovská republika |
| ------------------------ | ------------------------ | -------------------------- | ------------------------ | ------------------------ | ------------------------ | ------------------------ | ------------------------ |
| 1.                       |                          | Jusuf Zejnullahu (* 1944)  | 7. září 1990             | 5. října 1991            | 1 rok, 28 dní            | LDK                      | —                        |
| 2.                       |                          | Bujar Bukoši (* 1947)      | 5. října 1991            | 1. února 2000            | 8 let, 119 dní           | LDK                      | —                        |
| Kosovo pod správou OSN   |                          |                            |                          |                          |                          |                          |                          |
| 3.                       |                          | Bajram Rexhepi (1954–2017) | 4. března 2002           | 3. prosince 2004         | 2 roky, 274 dní          | PDK                      | 2001                     |
| 4.                       |                          | Ramuš Haradinaj (* 1968)   | 3. prosince 2004         | 8. března 2005           | 95 dní                   | AAK                      | 2004                     |
| 5.                       |                          | Bajram Kosumi (* 1960)     | 25. března 2005          | 10. března 2006          | 350 dní                  | PPK                      | —                        |
| 6.                       |                          | Agim Çeku (* 1960)         | 10. března 2006          | 9. ledna 2008            | 1 rok, 305 dní           | nestraník                | —                        |
| 7.                       |                          | Hashim Thaçi (* 1968)      | 9. ledna 2008            | 17. února 2008           | 39 dní                   | PDK                      | 2007                     |
| Kosovská republika       |                          |                            |                          |                          |                          |                          |                          |
| (7.)                     |                          | Hashim Thaçi (* 1968)      | 17. února 2008           | 9. prosince 2014         | 6 let, 295 dní           | PDK                      | 2007 2010                |
| 8.                       |                          | Isa Mustafa (* 1951)       | 9. prosince 2014         | 9. září 2017             | 2 roky, 274 dní          | LDK                      | 2014                     |
| (4.)                     |                          | Ramuš Haradinaj (* 1968)   | 9. září 2017             | 3. února 2020            | 2 roky, 147 dní          | AAK                      | 2017                     |
| 9.                       |                          | Albin Kurti (* 1975)       | 3. února 2020            | 3. června 2020           | 121 dní                  | Vetëvendosje             | 2019                     |
| 10.                      |                          | Avdullah Hoti (* 1976)     | 3. června 2020           | 22. března 2021          | 292 dní                  | LDK                      | –                        |
| (9.)                     |                          | Albin Kurti (* 1975)       | 22. března 2021          |                          |                          | Vetëvendosje             | 2021                     |